# 緣來沒法擋
《緣來沒法擋》（英語：A Measure of Love）香港電視廣播有限公司製作的時裝電視劇，於1998年1月19日至1998年2月13日晚上首播，全劇20集，由林家棟、袁潔瑩、關寶慧、黎耀祥及何寶生領銜主演，監製莊偉建，本劇為1998年賀歲劇集。本劇曾於2007年及2012年在翡翠台重播。

## 故事概要
關家仁（林家棟飾）任職收數員，為生計兼職代客泊車，其妻Rosa（梁詠琳飾）覺仁沒出息，遺下兒子一走了之。仁因一次向林永青（黎耀祥飾）收數，結識了其姨仔劉可兒（袁潔瑩飾），成了一對鬥氣冤家。仁後轉職地產經紀，沒空照顧明，以為溫柔體貼的王思思（趙靜儀飾）可當明的母親，但終因性格不合而分開。其實，仁在不知角覺中已愛上可...
另一方面，青與妻劉欣兒（關寶慧飾）因買屋問題而鬧至分居，再加上青舊女友出現，二人終離婚收場。但此時，欣竟發現原來已懷有青的骨肉！究竟欣和青能否破鏡重圓？仁和可又能否發展下去？

## 演員表

### 劉家
| 演員   | 角色     | 暱稱/關係 |
| 刘家荣 | 劉定一   | 一哥 屋之選老闆 劉李芷萍之夫 劉欣儿、劉可儿之父                                                                                               |
| 苗金鳳 | 劉李芷萍 | 劉定一之妻 劉欣兒、劉可兒之母 |
| 關寶慧 | 劉欣兒   | 欣兒、Sylvia 任職房屋署 劉定一、劉李芷萍之女 劉可兒之姐 林永青之妻、後離婚再復合 與林施婉英不和                                               |
| 袁潔瑩 | 劉可兒   | 可兒、Candy、太子女 屋之選負責人 劉定一、劉李芷萍之女 劉欣兒之妹 郭祖祥前女友，于第9集被退婚 關家仁女友，于第20集成為其妻 Susan大學同學兼死敵 |

### 關家
| 演員           | 角色     | 暱稱/關係 |
| 夏 萍          | 關林美鳳 | 神鳳、百算居士 風水婆 關家仁之母 關一明之祖母 |
| 朱威廉（童年） | 關家仁   | 關仁、Bobby 曾為收數佬、泊車仔 屋之選地產經紀，後為股東 安夏地產地產經紀 龍之選負責人 陸艷芳之夫，于第18集離婚 劉可兒男友于第20集成為其夫 王思思前男友 郭祖祥中學同學兼好友後反目 |
| 林家棟         | 關家仁   | 關仁、Bobby 曾為收數佬、泊車仔 屋之選地產經紀，後為股東 安夏地產地產經紀 龍之選負責人 陸艷芳之夫，于第18集離婚 劉可兒男友于第20集成為其夫 王思思前男友 郭祖祥中學同學兼好友後反目 |
| 姚紹忠         | 關一明   | 明仔 關家仁、陸艷芳之子 關林美鳳之孫 |
| 梁詠琳         | 陸艷芳   | Rosa 關家仁之妻，于第18集離婚 關一明之母 |
| 袁潔瑩         | 劉可兒   | 關家仁女友，于第20集成為其妻 參見劉家 |

### 林家
| 演員   | 角色     | 暱稱/關係 |
| 梁舜燕 | 林施婉英 | 超級撒雅人 林永青之母 與劉欣兒不和                                                                              |
| 黎耀祥 | 林永青   | 阿青 銀行職員，於第4集升職為經理 林施婉英之子 劉欣兒之夫、後離婚再復合 劉可兒之姐夫 莫愛詩前男友 Elaine相親對象 |
| 關寶慧 | 劉欣兒   | 林永青之妻、後離婚再復合 參見劉家                                                                               |

### 郭家
| 演員           | 角色   | 暱稱/關係 |
| 麥長青         | 郭祖賢 | 畫家 患有自閉癥 郭祖祥之兄 |
| 鄭家麟（童年） | 郭祖祥 | Winson 律師，後任職龍氏集團發展部經理 劉可兒前男友，于第9集退婚 被Susan利用 關家仁中學同學兼好友後反目 教唆陸艷芳爭奪明仔撫養權 於第19集精神失常 |
| 何寶生         | 郭祖祥 | Winson 律師，後任職龍氏集團發展部經理 劉可兒前男友，于第9集退婚 被Susan利用 關家仁中學同學兼好友後反目 教唆陸艷芳爭奪明仔撫養權 於第19集精神失常 |

### 龍家
| 演員   | 角色   | 暱稱/關係                                             |
| 郭德信 | 龍鴻基 | 超人 龍氏集團主席 Susan之父                           |
| 湯盈盈 | Susan  | 龍鴻基之女 利用郭祖祥 追求關家仁 劉可兒大學同學兼死敵 |

### 其他演員
| 演員   | 角色                                      |
| 趙靜儀 | 王思思 幼稚園老師 關家仁前女友 陳樹民女友 |
| 李衛民 | 陳樹民、Jackie 屋之選地產經紀 王思思男友  |
| 余子明 | 陸大海 陸艷芳之父                         |
| 江明輝 | 冇牙強 關家仁好友                         |
| 汪琳   | 莫愛詩、Branda 林永青前女友               |
| 楚原   | 杜日昇                                    |
| 黃新   | 黃金榮                                    |
| 張英才 | 二叔                                      |
| 魏惠文 | 雪茄李                                    |
| 潘芝莉 | 范詠儀、Deborah                           |
| 麥家倫 | Ray                                       |
| 劉寶倫 | Queenie                                   |
| 張鴻昌 | 盧仔                                      |
| 劉永健 | 方仔                                      |
| 姚樂怡 | Gain                                      |
| 劉家聰 | 馬仔                                      |
| 王維德 | Ben                                       |
| 陳安琪 | 葉小姐                                    |
| 曾慧雲 | 蔡小姐                                    |
| 李麗麗 | 余太                                      |
| 廖麗麗 | 表姑媽                                    |
| 伍慧珊 | Mary                                      |
| 周凱珊 | Sindy                                     |
| 博君   | 陳生                                      |
| 陳楚翹 | 陳太                                      |
| 戴少民 | 安夏主管                                  |
| 溫裕紅 | 安夏主管                                  |
| 李天翔 | 安夏主管                                  |
| 孫恩明 | 安夏職員                                  |
| 湯俊明 | 安夏職員                                  |
| 張漢斌 | 安夏職員                                  |
| 劉美珊 | Elaine 林永青之相親對象                   |

## 收視
為1998年度十大收視排名軍六劇集。

## 歌曲
主題曲：有你有轉機
曲：李樂詩 詞：鄭鳴 唱：李樂詩
插曲：飛（第9集）
曲：陳光榮 詞：劉卓輝唱：孫耀威
插曲：哭了（第10集）
曲：陳迪匡 詞：鍾志榮 唱：梁詠琪
插曲：愛自那天遇上（第13集）
曲： Vehnee Saturno 詞：張美嫻 唱：孫耀威
插曲：祝婚曲（大结局）

## 收視
以下為該劇於香港無綫電視翡翠台之收視紀錄：
| 週次 | 集數  | 日期                  | 平均收視            | 收視百分比 |
| ---- | ----- | --------------------- | ------------------- | ---------- |
| 1    | 01-05 | 1998年1月19日-1月23日 | 32點（195.7萬觀眾） | 86%        |
| 2    | 06-10 | 1998年1月26日-1月30日 | 30點（181.2萬觀眾） | 87%        |
| 3    | 11-15 | 1998年2月2日-2月6日   | 36點（216.1萬觀眾） | 88%        |
| 4    | 16-20 | 1998年2月9日-2月13日  | 35點（209.8萬觀眾） | 86%        |

- 該劇平均收視33點，最高收視43點。

## 電視節目的變遷
| 翡翠台黃金時段 星期一至五 21:35-22:35 | 翡翠台黃金時段 星期一至五 21:35-22:35  | 翡翠台黃金時段 星期一至五 21:35-22:35 |
| ------------------------------------- | -------------------------------------- | ------------------------------------- |
|                                       | 緣來沒法擋 （1998.01.19 - 1998.02.13） |                                       |
| 鑑證實錄 （1997.12.22 - 1998.1.16）   | 天地豪情 （1998.02.16 - 1998.05.10）   |                                       |